# Xã Dunnington, Quận Jefferson, Arkansas
Xã Dunnington (tiếng Anh: Dunnington Township) là một xã thuộc quận Jefferson, tiểu bang Arkansas, Hoa Kỳ. Năm 2010, dân số của xã này là 344 người.